# Scripta
Une scripta est une forme normée d’une langue écrite. La scripta peut être limitée à un ou plusieurs domaines d'application linguistique telle qu'une scripta juridique. Ce peut être une étape préalable à la formation d'une koinè.